# Pardesiya
Pardesiya (en hébreu : פַּרְדֵּסִיָּה) est une ville d’Israël, dans le District centre.
Elle est située sur la plaine de Sharon, entre Kfar Yona et le Conseil régional d'HaSharon Lev (Conseil régional). Elle a été fondée entre 1937 et 1939. Sa population en 2007 était de 6 200, et sa superficie est de 1 273 dounams (~ 1,3 km²) [ 3 ]

## Histoire
Les terres de Pardesiya ont été achetés en 1928 par Jean-Yona Fisher, mais sont restés inutilisés. En 1937, Avraham Tabib de l'organisation yéménite Olim demande à ses membres de venir sur cette terre pour construire un village, promettant des terres pas cher. Vingt familles sont venues s'installer en 1939 et achevent leur construction. Au cours de la Seconde Guerre mondiale, les villageois se sont retrouvés sans emploi et incapables de payer les impôts pour leur logement. Les habitants ont réussi à régler le problème avec l'Agence juive pour Israël et ont pu continuer à vivre dans le village. Après la guerre, un nouveau quartier a été construit, ainsi qu'un ma'abara pour accueillir les nouveaux immigrants.
Pardesiya a gagné le statut de Conseil local en 1952.

## Géographie et emplacement
Pardesiya est située sur la plaine de Sharon, en bordure de Kfar Yona à l'est et de Tzur Moshe du Conseil régional HaSharon Lev. L'autoroute 4 borde la ville à l'ouest, et la route 5613 au sud.
Son altitude est de 35 m au-dessus du niveau des mers.

## Démographie
En 2008, Pardesiya compte 6 318 habitants constitué de 99,5 % de juif, et les 0,5 % restants non-Arabes.
La répartition par âge est la suivante:
| Age                                        | 0 - 4 | 5 - 9 | 10 - 14 | 15 - 19 | 20 - 29 | 30 - 44 | 45 - 59 | 60 - 64 | 65 - 74 | 75+ |
| ------------------------------------------ | ----- | ----- | ------- | ------- | ------- | ------- | ------- | ------- | ------- | --- |
| Pourcentage                                | 5,9   | 8,4   | 11,3    | 11,8    | 16,9    | 17,2    | 23,8    | 2,0     | 1,5     | 1,2 |
| Source:Israel Central Bureau of Statistics |       |       |         |         |         |         |         |         |         |     |

## Relations internationales

### Jumelage
La ville de Pardesiya est jumelée avec:
- Viersen (Allemagne)